# Реконструкция преступления
Реконструкция преступления, или реконструкция места преступления , — это дисциплина в судебно-медицинской экспертизе, в которой для воссоздания определенного ряда событий, предшествовавших или являвшихся причиной совершения преступления, широко применяются научные методы, вещественные доказательства, методы дедуктивных рассуждений и взаимосвязей. Росс Гарднер и Том Бевел поясняют, что «реконструкция места преступления включает в себя оценку контекста места преступления и вещественных доказательств, найденных там, а также попытку определить, что и в каком порядке произошло на месте». Джерри Чисум и Брент Тарви поясняют, что «реконструкция целостной картины преступления — это целый процесс разработки действий и создания обстоятельств, основанных на обнаруженных уликах и их изучении в отношении конкретного преступления. Согласно этой философии все элементы доказательств, которые обнаруживаются в процессе расследования, рассматриваются как взаимозависимые, то есть значимость каждого элемента, каждого действия и каждого события накладываются друг на друга».

## Методы
Реконструкция преступления сравнивается с головоломкой, которую решают без каких-либо подсказок: аналитик не знает, как должна выглядеть картина преступления. К тому же существует вероятность того, что не все ее части будут присутствовать, так что в картине преступления, несомненно, будут белые пятна. Тем не менее, если собрано достаточное количество деталей этой головоломки, и они собраны в правильном порядке, то картина преступления может стать достаточно ясной, чтобы следователь мог распознать её составляющие и ответить на наиболее важные вопросы, связанные с ней.
В криминалистике существуют три области, имеющие важное значение в поиске ответов и определения компонентов картины преступления: реконструкция конкретного инцидента, реконструкция конкретного события и реконструкция при помощи вещественных доказательств. Реконструкция конкретного инцидента включает в себя воспроизведение случаев дорожно-транспортных происшествий, взрывов, убийств и несчастных случаев любой степени тяжести. При реконструкции конкретного события обращают внимание на взаимосвязь доказательств, последовательность событий и личности людей, участвовавших в событии. Реконструкция при помощи вещественных доказательств сконцентрирована на таких предметах, как огнестрельное оружие, следы крови, осколки стекла, и на других объектах, которые могут быть изъяты для анализа ДНК.

## Экспертиза
Чтобы быть компетентным реконструктором места преступления, необходимо обладать техническими знаниями и иметь полное понимание нюансов проведения судебно-медицинской экспертизы. Нет определенного списка с требованиями к образованию для данной профессии. Однако многие практикующие реконструкторы мест преступлений имеют научные степени в криминалистике, химии, биологии, физике, инженерном деле или уголовной юриспруденции. Тем не менее, криминалист должен обладать опытом в расследовании и анализе мест преступлений, а также в изучении вещественных доказательств. Многие реконструкторы мест преступлений получают такой опыт, занимаясь расследованиями на месте преступления, в расследовании убийств или работая коронером.
Вероятно, что реконструктор места преступления — это судмедэксперт, который специализируется на интерпретации происшествия и сборе доказательств в последовательном порядке. Чисум и Тарви объясняют, что для выполнения реконструкции одного преступления «не нужно быть экспертом во всех судебных дисциплинах, но вы должны стать экспертом только в одном — в интерпретации доказательств в контексте конкретного дела». Реконструктором места преступления может быть тот же самый человек, который проводит лабораторный анализ доказательств, таких как выявление профиля ДНК, обнаружение следов огнестрельного оружия и анализ следов оружия. Однако компетентный реконструктор места преступления должен понимать смысл каждой отдельной улики и то, как она вписывается в общую картину места совершенного преступления. Таким образом, реконструктор места преступления способен собрать необходимые части головоломки воедино, чтобы сделать более очевидной картину места преступления.

## Профессиональные объединения
Ассоциация реконструкторов и криминалистов была основана в 1991 году группой профессиональных криминалистов и реконструкторов мест преступлений, которые видели необходимость в организации специалистов, которые работают над пониманием всей картины преступления и реконструкцией этой картины для того, чтобы лучше понять составляющие элементы преступления, распознать и сохранить доказательства. Ассоциация публикует рецензируемый журнал и проводит ежегодные конференции, в которых члены ассоциации получают информацию о новейших методах и технологиях, используемых в реконструкциях мест преступлений, а также делятся своим опытом. Многие реконструкторы мест преступлений также являются членами Международной ассоциации аналитиков следов крови, Американской академии судебных наук, Международной ассоциации по идентификации или одного из её государственных подразделений.

## Сертификация
Международная ассоциация по идентификации предоставляет единственную официально признанную и сертифицированную программу обучения профессии реконструктора места преступления в Соединённых Штатах Америки. Для получения сертификата кандидаты должны иметь минимум пять лет опыта в области реконструкции мест преступлений, пройти как минимум 120 часов профессионального обучения анализу брызг и пятен крови, а также написать курсовую работу на данную тему; у них должен быть опыт в реконструкции места преступления, где совершалась стрельба, и в других смежных областях. Кроме того, одним из критериев получения сертификата являются обязательная публикация в профессиональном журнале, выступление перед представителями профессиональной ассоциации или активная работа инструктором в профессиональной области. После утверждения советом кандидаты должны сдать экзамен из 300 вопросов и ответить на ряд практических вопросов, связанных с анализом доказательств по представленным фотографиям с места преступления. Сертификация действительна в течение пяти лет. Международная ассоциация по идентификации ведет реестр сертифицированных реконструкторов мест преступлений, который открыт в свободном доступе на веб-сайте ассоциации.